# Ро Большой Медведицы
Ро Большой Медведицы (ρ Ursae Majoris, ρ UMa) — одиночная звезда в  северном созвездии Большой Медведицы. Является слабо видимой невооружённым глазом, обладает видимой звёздной величиной 4,74. Расстояние до данной звезды, полученное при измерении параллакса, равного 10,37 мсд, составляет около 315 световых лет.
Принадлежит спектральному классу M3 III, то есть является красным гигантом на асимптотической ветви гигантов. Вероятно, является переменной звездой с малой амплитудой. Измеренный угловой диаметр звезды после внесения поправки за потемнение к краю составляет 5,64 ± 0,15 mas, что соответствует линейному размеру около 58 радиусов Солнца. Светимость ρ Большой Медведицы составляет 464 светимости Солнца, эффективная температура оценивается в 3715 K. На основе данных о пространственном движении звезды вероятность принадлежности её потоку Сириуса оценивается в 60.6%.